# Snake Charmer (espingarda)
A Snake Charmer é uma espingarda no calibre .410, de aço inoxidável, tiro único, com um cão exposto, um cano de 18 ⅛ polegadas, coronha de plástico moldado preto e uma empunhadura curta com buraco para o polegar; a coronha possui um estojo para até quatro cartuchos de espingarda de 2 ½ polegadas. 
Essas armas leves de 3 ½ libras têm um comprimento total de 28 ⅛ polegadas e cabem facilmente na sela de um cavalo. Elas também podem ser facilmente desmontadas para "armazenamento em uma mochila ou caixa grande de equipamento". Eles são comumente usados por jardineiros e agricultores para o controle de pragas. O termo "Snake Charmer" ("Encantador de Serpentes") viria a se tornar sinônimo de qualquer espingarda .410 pequena, de cano curto, e tiro único.

## Histórico e projeto
A Snake Charmer foi introduzida em 1978, pela H.Koon, Inc, de Dallas, Texas. Originalmente vendida por $ 89,95 e foi comercializada como uma espingarda de utilidade geral perfeita para "Pesca - Caça - Camping - Trilha - Sobrevivência - Defesa residencial - Arma veicular".

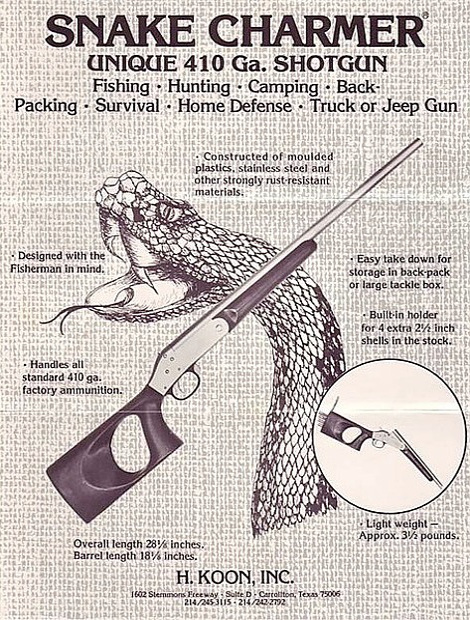
Anúncio da Snake Charmer
listando suas utilidades e características.

Koon venderia a empresa para a Sporting Arms Mfg, de Littlefield, Texas. Eles adicionaram um botão de segurança manual que bloqueava o cão quando acionado e o rebatizou como Snake Charmer II. A Sporting Arms apresentaria o Night Charmer (1988), que apresentava uma lanterna embutida no guarda-mão. Este guarda-mão com lanterna conjugada também estava disponível como uma opção e vendido separadamente. A Sporting Arms também introduziria uma versão maior, o Field Gun, que apresentava uma coronha de comprimento total e um cano de 24 polegadas.
O projeto foi posteriormente vendido para a V.B.E, Inc, de Clay Center, Kansas. Mais tarde, eles foram feitos pela Verney-Carron. Os importados teriam o nome do importador ("Kebco LLC") marcado neles.

## Outras versões

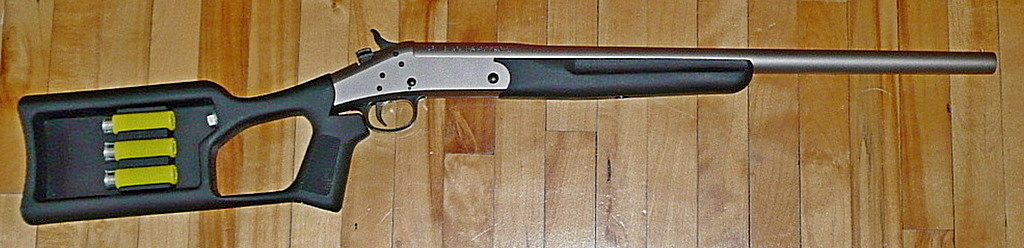
H&R Tamer Shotgun 20 GA.

Espingardas do tipo Snake Charmer ou "Snake Tamer" também são feitas pela Rossi, bem como pela Harrington & Richardson.
A Rossi Tuffy é uma espingarda de cano único em .410 bore. Possui coronha de polímero com buraco de polegar com compartimento para quatro cartuchos adicionais e se assemelha muito ao Snake Charmer original. Ao contrário de seu antecessor, possui ejetores que expelem automaticamente os estojos deflagrados.
A H&R Snake Tamer também é uma Snake Charmer como a original. Disponível em calibre 20, .410 bore e .45 Colt apenas. Essas espingardas de tiro único têm um acabamento de aço azulado ou um acabamento de níquel químico, a coronha é de polímero com buraco de polegar e comprimento total. O lado direito da coronha é aberto com alojamento para três cartuchos de espingarda do calibre 20 ou quatro do .410. Ela também tem ejetores que expelem automaticamente os estojos deflagrados.